# Letvægtsroning
Letvægtsroning er en kategori indenfor roning, hvor en robåds mandskab skal være indenfor en bestemt vægtgrænse. Grunden til denne kategori er grundlæggende at større og højere personer har en lille, men alligevel betydningsfuld fysisk fordel i løbene. Ved at have denne kategori, kan roere med gennemsnitlig samme vægt konkurrere mod hinanden, men af den grund kan høj og tynde roere stadig have en fordel overfor lave tykkere roere.
På internationalt plan, gælder følgende for hold:
- Mænd: Holdets gennemsnitsvægt skal være 70 kg, men ingen roer må veje over 72.5 kg
- Kvinder: Holdets gennemsnitsvægt skal være 57 kg, men ingen roer må veje over 59 kg

For singlescullere gælder det for mænd og kvinder, at de skal veje hhv. 72.5 kg og 59 kg